# Сыгульский, Артур
Артур Сыгульский (пол. Artur Sygulski; род. 22 июля 1960, Прашка) — польский шахматист, международный мастер (1984).
В составе национальной сборной участник 3-х Олимпиад (1982—1986).

## Изменения рейтинга
| Графики недоступны из-за технических проблем. См. информацию на Фабрикаторе и на mediawiki.org. |